# 小行星9737
小行星9737（9737 Dudarova）是一颗绕太阳运转的小行星，为主小行星带小行星。该小行星于1986年9月29日发现。

## 轨道参数
小行星9737的轨道半长轴为2.4583241 UA，离心率为0.178。